# Apollonio di Tralles

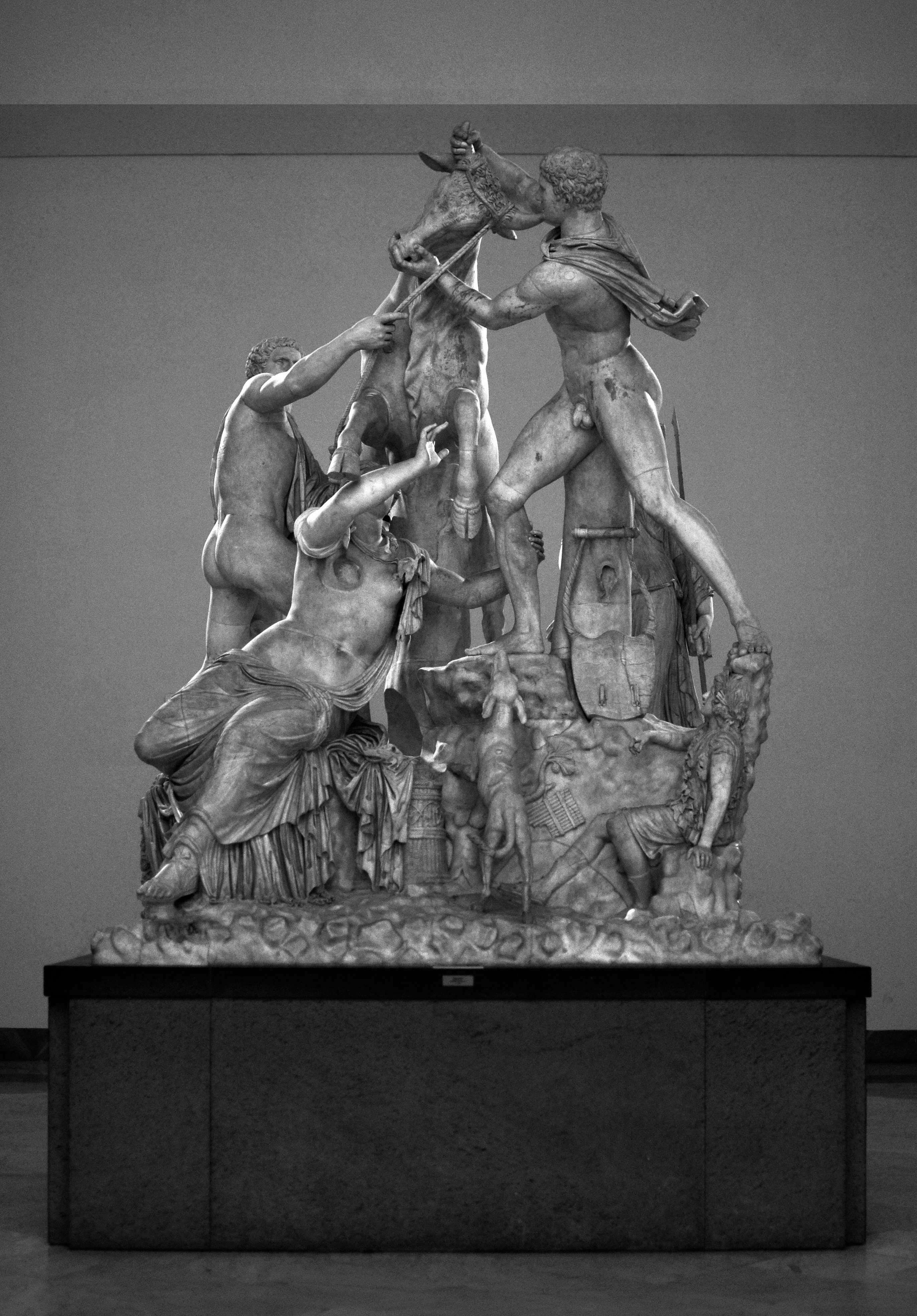
Il supplizio di Dirce, copia di epoca antoniana dal gruppo scultoreo di Apollonio e Taurisco di Tralles. Napoli, Museo archeologico nazionale 6002.

Apollonio di Tralles (in greco antico: Απολλώνιος ὁ Τραλλιανός?; Tralles, II secolo a.C. – II secolo a.C.) è stato uno scultore greco antico di epoca ellenistica.

## Biografia
Figlio di Artemidoro e fratello di Taurisco, insieme a quest'ultimo fu adottato dallo scultore Menecrate che fu, forse, loro maestro. Divenne cittadino di Rodi e per questa città insieme a Taurisco realizzò, intorno al 180 a.C. il gruppo scultoreo noto come Toro Farnese, dalla copia di epoca antoniana conservata al Museo archeologico di Napoli, che  rappresenta il supplizio di Dirce, perpetrato da Anfione e Zeto, legando la regina a un toro infuriato.

## Opera
Il supplizio di Dirce  è descritto da Plinio (Nat. hist., XXXVI, 33) il quale riferisce come l'opera fu trasportata a Roma dove entrò a far parte della collezione di Asinio Pollione. La tipologia del gruppo rielabora schemi precedenti (se ne conosce, rinvenuta a Rodi, una versione che doveva probabilmente decorare un ninfeo, stilisticamente dipendente dall'Amazzonomachia del Mausoleo di Alicarnasso) e ripresi frequentemente in seguito.